# Vissel Kobe
Vissel Kobe (ヴィッセル神戸 Visseru Kōbe?) este un club japonez de fotbal profesionist, care joacă în prezent în J1 League. Echipa este situată în Kobe, Prefectura Hyōgo. Stadionul local este Kobe Wing Stadium, în Hyōgo-ku, deși unele meciuri de acasă sunt jucate pe Kobe Universiada Memorial Stadium din Suma-ku.

## Istorie
Clubul a fost înființat ca o echipă semi-profesională a firmei de oțeluri Kawasaki în 1966, aflată în Kurashiki, în Prefectura Okayama. A obținut promovarea în prima divizie a JSL în 1986 și a rămas acolo până la restructurarea campionatul devenind JFL.
În 1994, orașul Kobe a ajuns la un acord cu Kawasaki Steel pentru a muta echipamentul în orașul său și, astfel, a început o cursă pentru a lupta pentru o echipă profesionistă. A fost redenumită Vissel Kobe, care este o combinație a cuvintelor de victorie și vas cu referire la istoria orașului Kobe ca oraș portuar, și a fost susținută de compania Daiei ca sponsor principal. În 1996, obțin promovarea pentru a debuta în J League 1997.
Timpul său în campionat nu a fost prea bun și, după coborârea sa în Divizia 2 a Ligii J., a început să piardă sponsorii. În 2003, echipa a fost la un pas de faliment, dar a fost vândută unui grup de investiții care deține și portalul de vânzări Rakuten. După ce a făcut mai multe investiții și chiar a schimbat culorile echipamentului (care anterior era albinegro) a promovat în 2006.

## Stadion
Joacă meciurile de acasă pe stadionul Home's Stadium Kobe, cu o capacitate de 30,132 spectatori și iarbă naturală.

## Palmares
- J1 League
  - Campioană: 2023, 2024
- Emperor's Cup
  - Câștigătoare: 2019
- Japanese Super Cup
  - Câștigătoare: 2020
- Chūgoku Soccer League (sub numele Kawasaki Steel Mizushima)
  - Campioană (5): 1980, 1981, 1982, 1984, 1985

## Antrenori
| Antrenor                  | Nat.     | Perioada                            |
| ------------------------- | -------- | ----------------------------------- |
| Stuart Baxter             | Scoția   | 1997                                |
| Hiroshi Kato              | Japonia  | 1997                                |
| Benito Floro              | Spania   | 1998                                |
| Harumi Kori               | Japonia  | 1998                                |
| Ryoichi Kawakatsu         | Japonia  | 1999–02                             |
| Hiroshi Matsuda           | Japonia  | Jan 2002 – Dec 02                   |
| Hiroshi Soejima           | Japonia  | 2003                                |
| Ivan Hašek                | Cehia    | Jan 2003 – Dec 04                   |
| Hiroshi Kato              | Japonia  | 2004                                |
| Hideki Matsunaga          | Japonia  | Jan 2005 – April 5                  |
| Émerson Leão              | Brazilia | May 2005 – June 5                   |
| Pavel Řehák               | Cehia    | 2005                                |
| Stuart Baxter             | Scoția   | Jan 2006 – Dec 06                   |
| Hiroshi Matsuda           | Japonia  | Jan 2007 – Dec 08                   |
| Caio Júnior               | Brazilia | Dec 2008 – June 9                   |
| Masahiro Wada (interim)   | Japonia  | July 2009 – Aug 09                  |
| Toshiya Miura             | Japonia  | Aug 2009 – Sept 10                  |
| Masahiro Wada             | Japonia  | Sept 2010 – April 12                |
| Ryo Adachi (interim)      | Japonia  | April 2012 – May 12                 |
| Akira Nishino             | Japonia  | 22 mai 2012 – Nov 8, 2012           |
| Ryo Adachi (interim)      | Japonia  | Nov 9, 2012 – Dec 31, 2012          |
| Ryo Adachi                | Japonia  | Jan 1, 2013 – Dec 11, 2014          |
| Nelsinho Baptista         | Brazilia | Dec 12, 2014 – Aug 16, 2017         |
| Takayuki Yoshida          | Japonia  | Aug 16, 2017 – Sep 16, 2018         |
| Kentaro Hayashi (interim) | Japonia  | Sep 17, 2017 – Oct 4, 2018          |
| Juan Manuel Lillo         | Spania   | Oct 5, 2018 – 17 aprilie 2019       |
| Takayuki Yoshida          | Japonia  | 17 aprilie 2019 – 8 iunie 2019      |
| Thorsten Fink             | Germania | 8 iunie 2019 – 21 septembrie 2020   |
| Atsuhiro Miura            | Japonia  | 24 septembrie 2020 – 20 martie 2022 |
| Miguel Ángel Lotina       | Spania   | 8 aprilie 2022 – 29 iunie 2022      |
| Takayuki Yoshida          | Japonia  | 30 iunie 2022 –                     |

## Legături externe
Materiale media legate de Vissel Kobe la Wikimedia Commons
- Vissel Kobe Official Web Site Arhivat în 3 mai 2019, la Wayback Machine.